# Hans Jegerlehner
Hans Jegerlehner (* 24. November 1906 in Bern; † 9. Dezember 1974 in Syens) von Walkringen war ein Schweizer Grafiker, Illustrator, Zeichner und Maler.

## Leben
Hans Jegerlehner wurde als Sohn des Johannes Jegerlehner, Gymnasiallehrer in Bern und Verfasser von Sagen und Erzählungen, und der Emma Jegerlehner-Schreiber geboren. Die künstlerische Grundausbildung erhielt er an der Gewerbeschule Bern (bei H. Scheller), dann folgte ein Studium an der Kunstakademie München. Anschliessend, ab 1928, verbrachte er einige Zeit in der lebhaften Kunstmetropole Berlin. Dort war er unter anderem als Illustrator für den Grothe Verlag tätig. Einige Bücher seines Vaters wurden von ihm illustriert.
In den dreissiger Jahren folgten Studien in Paris bei André Lhote, Roger Bissière und Othon Friesz. Dort entstanden ironisierende Milieustudien und Stadtansichten.
Während des Zweiten Weltkriegs leistete er Aktivdienst in der Schweizer Armee, wobei er noch gelegentlich künstlerisch tätig sein konnte. Von 1928 bis 1944 wohnte er mit seiner Familie in Grindelwald, dann wieder bis 1956 in Bern und zuletzt in Bressonnaz bei Moudon VD. In den Jahren 1948 und 1949 sowie 1955 und 1956 bereiste Jegerlehner Kalabrien, 1952 die Kanarischen Inseln und 1953 Belgisch Kongo in Afrika.
Er war Mitarbeiter verschiedener Zeitschriften, u. a. Schweizerisches Jugendschriftenwerk (SJW), Illustré, Sunlight-Märchen. Seine Plakatentwürfe für die SBB, Grindelwald und andere Wintersportorte zählen zu den wichtigsten der schweizerischen Werbeplakate.
Neben seiner darstellenden Kunst spielte Jegerlehner leidenschaftlich Cello und Bratsche in einem Berner Orchester. Er starb mit 68 Jahren 1974 an einer schweren Krankheit in seiner Wahlheimat Syens im Waadtland.

## Werk
In der Zeit, als Jegerlehner in Grindelwald wohnte, widmete er der Bergwelt und dem Leben ihrer Bewohner einen grossen Teil seiner Bilder und Buchillustrationen. Neue Horizonte fand er auf seinen Reisen, von denen nur Zeichnungen und Farbskizzen erhalten blieben. In der Folge festigte sich seine Grundauffassung zum farbintensiven, expressiv vereinfachten Stil. Die Anerkennung seines Schaffens brachte ihm Aufträge mit Plakaten für die Schweizerischen Bundesbahnen (SBB). Er bekam Aufträge zu Portraits und Farb-Holzschnitten mit Gebirgsmotiven vom Grenchener Industriellen Paul Glockner und konnte seine Werke an zahlreichen Ausstellungen zeigen. Das Kunstmuseum Bern erwarb einige seiner Werke, den gesamten Nachlass erhielt das Kunsthaus Grenchen als Schenkung von seiner Witwe Silvia Jegerlehner.

## Ausstellungen
- 1931: Anschluss an: Société des Artistes Indépendants Paris mit regelmässiger Teilnahme an Ausstellungen
- 1956: Le Chemin de fer dans l’art. Musée d’art et d’histoire (Genf)
- 1963: 27. Ausstellung GSMBA. Kunsthaus und Helmhaus Zürich
- 1968: Weihnachtsausstellung bernischer Maler und Bildhauer. Kunsthalle Bern
- 1972: Kunstausstellung. Kongresshaus, Biel/Bienne
- 1973: Kunstbesitz in Burgdorf. Gemälde, Zeichnungen und Plastiken. Gemeindesaal am Kirchbühl, Galerie Bertram, Burgdorf BE
- 1997: Die Bahn bewegt. Bahnplakat-Ausstellung. Galerie Le Point, Zürich
- 1997: Hans Jegerlehner (1906 bis 1974). Auswahl aus dem Nachlass. Eine Retrospektive mit Bildern, Zeichnungen und Grafiken. Kunsthaus Grenchen